# Xã Kettle River, Quận Pine, Minnesota
Xã Kettle River (tiếng Anh: Kettle River Township) là một xã thuộc quận Pine, tiểu bang Minnesota, Hoa Kỳ. Năm 2010, dân số của xã này là 504 người.